# Comuna Vrbanja, Vukovar-Srijem
Vrbanja este o comună în cantonul Vukovar-Srijem, Croația, având o populație de 3.940 de locuitori (2011).

## Demografie
Componența etnică a comunei Vrbanja
     Croați (95,58%)
     Slovaci (1,75%)
     Necunoscut (0,08%)
     Neclasificat (2,44%)
Componența confesională a comunei Vrbanja
     Catolici (95,2%)
     Protestanți (1,52%)
     Musulmani (1,14%)
     Ortodocși (1,07%)
     Necunoscută (0,66%)
     Alte religii (0,41%)
Conform recensământului din 2011, comuna Vrbanja avea 3.940 de locuitori. Din punct de vedere etnic, majoritatea locuitorilor (95,58%) erau croați, cu o minoritate de slovaci (1,75%). Apartenența etnică nu este cunoscută în cazul a 0,08% din locuitori. Din punct de vedere confesional, majoritatea locuitorilor (95,2%) erau catolici, existând și minorități de protestanți (1,52%), musulmani (1,14%) și ortodocși (1,07%). Pentru 0,66% din locuitori nu este cunoscută apartenența confesională.